# Apogon melanopterus
Apogon melanopterus är en fiskart som först beskrevs av Fowler och Bean, 1930.  Apogon melanopterus ingår i släktet Apogon och familjen Apogonidae. Inga underarter finns listade i Catalogue of Life.